# Kaspar Rhyner

Kaspar Rhyner (1992)

Kaspar Rhyner (* 27. Dezember 1932 in Glarus, heimatberechtigt in Elm) ist ein Schweizer Politiker (FDP). 

## Biografie
In Elm präsidierte er von 1963 bis 1990 die kommunale Elektrizitätswerk-Kommission und 1967–82 die Baukommission. 1967–90 war er im Gemeinderat.
Als Regierungsrat leitete er von 1971 bis 1998 die Baudirektion. In seine Amtszeit fiel die Etablierung zahlreicher öffentlicher Bauten. Von 1973 bis 1978 war er Landesstatthalter und 1978–82 Landammann. Von 1990 bis 1998 war er auch im Ständerat.
Als Verwaltungsrat hat er bei diversen Organisationen Einsitz, so unter anderem beim Autobetrieb Sernftal, der NOK, der Bündner Kraftwerke und der Heliswiss.
In den Jahren 1970 und 1971 liess er das von ihm bewohnte Suworowhaus in Elm restaurieren und unter Schutz von Bund und Kanton stellen. Ferner ist er Präsident der Stiftung «pro» Elm.